# Roberto Livi
Ramón Roberto de Ciria, mais conhecido como Roberto Livi (Buenos Aires, 17 de junho de 1942 - Aurora, 25 de janeiro de 2019) foi um cantor, compositor e produtor argentino.
Roberto Livi começou sua carreira dançando rock 'n' roll e formou um grupo de canto e dança. No Brasil, em 1964 - período da Jovem Guarda -, uma oportunidade foi dada por um empresário brasileiro, alcançando o estrelato com a venda de dois LPs e vários singles, entre eles Teresa (versão de Juvenal Fernandes), que vendeu um respeitável número de 11 mil cópias em um mês. Tendo retornado à Argentina no início dos anos 1970, onde pode explorar seus sucessos brasileiros em versões espanholas, voltou ao Brasil novamente em meados dos anos 1970, gravando o single "A Volta do Gringo". Como produtor, trabalhou com The Fevers, José Augusto e outros artistas do mercado latino, tendo também lançado Sidney Magal.
Depois dos anos 1980, Livi foi trabalhar em Miami, FL. Como autor, compôs mais de 700 canções, gravadas por Julio Iglesias, Roberto Carlos, Raphael, Vikki Carr, José José, Chayanne, Dyango, Cristian Castro, Valeria Lynch, Andrea del Boca, Luis Fonsi, Pimpinela, Sting, Maria Martha Serra Lima, Rocío Dúrcal, Sidney Magal, Zé Rodrix, Peninha, Lilian, José Luis Rodriguez, Armando Manzanero, Ana Gabriel, Xalo Reyes, Isabel Pantoja, Jordi, Victoria e MDO. Uma de suas maiores realizações autorais foi o álbum "Maravilloso Corazón, Maravilloso", do cantor Raphael, na qual todas as canções pertencem a ele. Seu último single, La Puntita, foi lançado em fevereiro de 2018. Com videoclipe gravado em Miami, marcou seu grande retorno musical como cantor, visto que nos últimos se dedicava à composição e produção para outros artistas.

## Biografia

### Vida pessoal
Ramón Roberto de Ciria, conhecido artisticamente como Roberto Livi, único filho de Elvira María Vázquez, nasceu Buenos Aires, Argentina. Elvira partiu e Roberto cresceu junto à sua avó materna, Mercedes Serrano, que assumiu o amor da mãe de Roberto e teve a vida alterada em torno do seu neto.
Mais tarde, o âmbito da vida de Roberto mudou e a felicidade foi para sua vida. Sua mãe conheceu Ítalo Livi e se casou com ele. E após tanta influência e afeição por Ítalo, Roberto adotou o sobrenome Livi de seu padrasto, que era descendente de imigrantes italianos. "Ele foi realmente o único pai que tive e aquele que está sempre presente em mim. Não se passam muitas horas na minha vida sem que eu me lembre dele, ele foi meu primeiro admirador ", diz Roberto.
No entanto, o pequeno Roberto não parou de ver seu verdadeiro pai. Às vezes ele estava no porto quando o pai estava saindo ou retornando de suas viagens. "Ele era um marinheiro, ele cantava muito bem e ele era muito boêmio", lembra ele.
Não há dúvidas de que Roberto, em sua infância, recebeu toda a sorte no mundo, porque cresceu expondo-se a diferentes correntes musicais, mas não foi até a década de 1950, com a chegada do rock and roll, que seu interesse pela música popular começou a crescer até se tornar numa paixão que marcaria sua vida. O então jovem adolescente Roberto Livi, descobriu no rock and roll uma energia indescritível que o fez se mover e dançar freneticamente, ao estilo de seus ídolos Elvis Presley e Bill Haley & His Comets. Tal foi a paixão, que teve então sua primeira experiência em um estúdio de gravação: aos onze anos ele juntou com grande esforço, suas economias para gravar sua voz imitando Bill Haley em um disco de vinil. Esse disco foi um presente para sua mãe.
Depois do rock surgiu o twist, e Roberto já havia desenvolvido uma rotina de dança aprendida nas ruas, nos carnavais do bairro e na vida noturna festiva de Buenos Aires. Juntamente com alguns amigos, ele formou um grupo de dançarinas chamado "Los Robert's Twist", porque três dos dançarinos se chamavam Roberto. E, além de suas habilidades e sua paixão, Roberto Livi também começou a descobrir que ele tinha uma habilidade extraordinária para promover e vender seu talento. Graças à sua iniciativa, o grupo tirou fotografias, criou a coreografia original e o próprio Livi foi ao centro de Buenos Aires para procurar todos os empresários e gerentes da época para que pudessem contratá-lo em um teatro, em um clube ou em algum trabalho.
Seu empenho logo foi recompensado. “Nós estreamos em uma revista musical com uma vedete, três dançarinas, um comediante e outro grupo de dançarinos como nós", lembra Livi. “Nós até chegamos a empreender uma turnê que foi um fracasso. Ao meu regresso, meu pai estava me esperando na estação de trem com um jornal em sua mão e a seção de trabalhos abertos, para que eu buscasse ‘um trabalho de verdade’”.

### Década de 1960
Ignorando as intenções de seu pai, Roberto insistiu em seu interesse pela dança, esperando por melhores momentos que viriam; mas foi apenas em 1962, pela mão do empresário brasileiro Carlos Alberto de Barros, que queria levar o espetáculo ao Brasil. Como não era possível ter os oito dançarinos, Roberto viajou acompanhado de sua companheira para Recife, estado de Pernambuco, que na época era uma das cidades mais desenvolvidas e importantes do Brasil, para participar de um programa de televisão - chamado “Jornal de Comércio” - para dançar twist e apresentar sua coreografia. Naquele dia, tudo mudou para Roberto Livi. "Fui por um mês e fiquei 10 anos", diz nostalgicamente.
A partir dessa viagem, Livi começou uma carreira como artista que o faria, ao longo do tempo, um dos mais importantes e influentes produtores musicais da história da música latino-americana, e um dos compositores mais proeminentes da música do século XX. Roberto atualmente tem um catálogo que ultrapassa 700 músicas e formou uma dúzia de estrelas da música popular que, sob sua liderança, brilharam na difícil e competitiva arte da música popular nos últimos tempos. Sua extraordinária sensibilidade e seu talento indescritível para expressar os sentimentos românticos mais profundos, juntamente com sua invejável intuição para perceber o talento dos outros, tornaram-no digno de um lugar único na história da música, criando temas de sucesso absoluto para praticamente todos os grandes cantores românticos da década de 1960. Nomes como Julio Iglesias, Roberto Carlos, Raphael, Vikki Carr, José José, Chayanne, Dyango, Cristian Castro, Valeria Lynch, Andrea del Boca, Luis Fonsi, Pimpinela, Sting, Maria Martha Serra Lima, Rocío Dúrcal, Sidney Magal, Zé Rodrix, Peninha, Lilian, José Luis Rodriguez, Armando Manzanero, Ana Gabriel, Xalo Reyes, Isabel Pantoja, Jordi, Victoria e MDO são apenas algumas das quase infinitas listas de vocalistas que escreveram a história há mais de 30 anos da música romântica na América Latina, e que devem parte do seu sucesso ao talento e compromisso que Roberto Livi colocou em seu trabalho como produtor e como compositor.
Foi nos anos 1960, como dançarino no Brasil, que Roberto tinha seu futuro garantido, e como cantor ele poderia ter ainda mais. Foi então que ele analisou e entendeu que estava testemunhando um momento em que o Brasil estava dando os primeiros passos de um dos maiores movimentos musicais que aconteceu na história musical do continente. Ele começou a cantar, sua maior paixão, como parte da geração da "jovem guarda", ao lado do iniciante Roberto Carlos, fazendo suas primeiras gravações e aparecendo nos shows de televisão mais populares da época. Livi não estava errado: sua premonição para as coisas e seu sentido agudo de sucesso não o decepcionou, e chegou a obter os primeiros lugares de popularidade em várias ocasiões. Também começou suas atividades como gerente e produtor.
Graças à sua amizade com o compositor e vocalista brasileiro Claudio Fontana, Livi descobriu que ela também tinha talento para escrever e compor. Como ele se recorda, uma praia e um violão foram as únicas testemunhas de uma composição que ele fez com Fontana. Fontana tocou guitarra e Roberto escreveu as letras. Eventualmente, a composição se tornou um sucesso de alto nível na voz do ídolo da juventude Wanderley Cardoso, mas uma polêmica acalorada nasceu em torno da autoria da música. Fontana afirmou que ele era o autor, porque ele era o único que sabia tocar violão, enquanto Livi insistia em ter concebido a letra. Embora hoje os dois músicos ainda mantenham uma estreita amizade, Roberto Livi ficou cheio de orgulho naquele dia e decidiu comprar um violão para aprender a compor.

### Década de 1970
Em 1970, ele voltou para Buenos Aires e, durante quatro anos, ele colheu sucessos, agradecimentos e músicas como "Si Esta Calle Fuese Mía", "Nos Amamos", "Marinero, Marinero" y "Tu Día Feliz", que se tornam grandes sucessos. Contratado pela empresa Sony (então CBS) para distribuir na Argentina dois singles em espanhol, "Teresa", de Sergio Endrigo - que já estava no primeiro lugar no Brasil, quando foi distribuído em português e "Que Las Cumplelas Feliz Querida", um verdadeiro clássico da música romântica que até hoje é ouvido muitas vezes nas rádios brasileiras. As duas canções se tornaram um sucesso irresistível e abriram o caminho para esse retorno de Livi à sua terra natal, depois de uma década de trabalho duro e constante.
Após sua chegada, Livi se transformou em uma estrela da música romântica, alcançando um lugar muito importante na cena musical do momento ao lado das grandes figuras que emergiam, como Leonardo Favio, Sandro e Sergio Denis. Já instalado em seu país, ele foi contratado para aparecer em um programa de televisão chamado "Sábados Circulares" com o apresentador Pipo Mancera, que provavelmente foi o programa mais popular do momento. Mas seu retorno ainda estava cercado de dificuldades e depois de quatro anos Livi tomaria a decisão de retornar ao Brasil.
No entanto, essa etapa pela Argentina seria uma anedota que mudaria a carreira de Livi de forma definitiva. Depois de fazer amizade com a cantora cubana Lissette, que estava gravando em Buenos Aires, Roberto Livi recebeu uma oportunidade maravilhosa em 1973. Lissette, que desde o início intuiu em Livi um grande talento criativo, o apresenta a Julio Iglesias, naquele momento uma grande figura da música. "Roberto era bastante jovem e não era muito conhecido como autor na Argentina ou no resto da América, mas escreveu algumas letras muito simples e muito diretas ... ele tinha uma mensagem muito clara para as pessoas", lembra Lissette, que manteve desde então uma estreita amizade com Livi.
Em seu quarto no Hotel Sheraton em Buenos Aires, Julio Iglesias recebeu o jovem compositor e, sentado em uma cama com sua guitarra, Livi interpretou várias de suas composições. Julio, admirado, concordou em gravar "Cuidado Amor", uma canção que rapidamente se tornou um sucesso esmagador e constituiu o ponto de partida para a carreira de Livi enquanto compositor e, pouco depois, como produtor.
Por sua vez, Lissette decidiu gravar outra música de Roberto Livi, uma composição que, ao longo dos anos, teria muitas versões e covers diferentes: “Lo voy a dividir”, que logo se tornou um sucesso, porque foi interpretado por grandes nomes como Julio Iglesias, Lolita e Raphael, entre muitos outros.
Finalmente, em 1975, Livi retorna ao Brasil e permanece lá até 1982. Mas na vida nem tudo acontece conforme o esperado: ele retorna à Argentina, e depois de renunciar sua posição como diretor da RCA da Argentina (quando foi contratado por Adolfo Pino), em meio à fama e à opulência, cometeu erros. Ele viveu uma vida desordenada, envolvida no meio do seu amor desenfreado por cavalos que, mais tarde, o deixaria em ruínas. E essa fortuna milionária, aquele castelo construído tijolo a tijolo, então colapsa.
Livi não tinha muitas opções, a não ser começar de novo.

### Década de 1980
Em 1986, depois de ter intercalado sua vida entre o Brasil e a Argentina, Livi chegou a Los Angeles, Califórnia, casado com a esposa atual Betina e seu primeiro filho desse casamento, Roberto Jr. Com apenas mil dólares e uma guitarra, mas carregando sempre sua vontade de ferro para ter sucesso no que ele sabia fazer de melhor, decidiu começar de novo. E com essa tenacidade que o caracteriza, ele consegue se tornar, em pouco tempo, o mais importante compositor e produtor da cena musical contemporânea, no que diz respeito ao gênero romântico.
Já nos Estados Unidos, e após uma longa amizade colhida ao longo dos anos, Roberto Carlos pede a Livi para produzir um disco. Momento ideal para realizar um trabalho sensacional, produzindo pela primeira vez um disco para seu grande amigo e compadre, uma das maiores figuras da música no Brasil e em toda a América Latina. Livi lembra que ele mostrou quatro músicas e Roberto Carlos escolheu três. Uma delas escrita por Livi para seu pai, que acabara de falecer, "Si el amor se va", o primeiro single do álbum Volver (1988), que se tornou o primeiro e único álbum de Roberto Carlos a ganhar Grammy Americano. Tal feito fez com que Livi recebesse dois reconhecimentos da Academia do Grammy: um como compositor e outro como produtor do Melhor Álbum Pop Latino do Ano (vale a pena ressaltar que os Grammys Latinos não existiam naquele momento, apenas os maiores sucessos de música espanhola foram nomeados, com apenas três categorias).
Tal resultado não poderia render melhores frutos: no decorrer dos próximos três anos, Roberto Livi produziria, um após o outro, os registros do grande artista brasileiro: Sonríe (1989), Pájaro Injido (1990) e Si Piensas, Si Quieres (1991), consolidando sua carreira como produtor nos Estados Unidos e assegurando sua amizade com Roberto Carlos para sempre. 
Simultaneamente, Livi trabalhou com outro grande nome da música, o espanhol Raphael. Em 1988, o álbum "Las Apariencias Engañan" foi lançado, e um ano depois, "Maravilloso Corazón, Maravilloso", produzido na íntegra por Livi.
Um dos talentos que Roberto Livi conheceu mais para explorar, sem dúvida, durante o início desta etapa nos Estados Unidos, foi o porto-riquenho Chayanne, que em 1988 produziu o álbum intitulado "Chayanne" e, em 1990, o bem-sucedido "Tiempo de Vals", produção que foi vendida em toda a América Latina e Estados Unidos, colocando o jovem porto-riquenho como um dos talentos mais promissores daquele momento.
Livi trabalha incansavelmente durante grande parte de 1988 no álbum de Vikki Carr, intitulado "Esos Hombres", o que traz uma grande satisfação e um excelente relacionamento com a artista.
Muito pouco depois, com o segundo trabalho que Roberto Livi fez para Vikki Carr, a cantora ganha o maior prêmio da música: um Grammy pelo álbum "Cosas del Amor" (1991), com a música que dá o nome para álbum, gravado em dueto com a mexicana Ana Gabriel.
Livi recebe dois agradecimentos da Academia: um Grammy por sua participação como produtor, e outro como compositor do referido sucesso de Vikki Carr.

### Década de 1990
Em 1992, iniciando a década de 1990 com grande sucesso, e já estabelecido em Miami, Flórida (onde muitos dos grandes talentos artísticos latino-americanos vêm), Livi se dedica intensamente e com grande paixão para produzir para todos e cada um dos principais interpretes românticos. E não apenas uma ou duas músicas, mas álbuns completos, como ele diz com orgulho: "Gravamos e produzimos álbuns inteiros, tudo o que chamamos LP".
Em sua mão, José José lançou o trabalho "40 y 20", primeiro dos três álbuns bem-sucedidos que ele produziria para o mexicano. Anos mais tarde, "Mujeriego" em 1996 e "Distancia" em 1998.
A grande habilidade de Livi para lidar com diferentes produções ao mesmo tempo serviu para reviver velhas estrelas da música que eventualmente queriam voltar para o cenário musical, como foi o caso de Palito Ortega, para quem ele produziu o álbum "Creo en Dios"; para a atriz e cantora Andrea del Boca, em 1994, ajudou a conceber o álbum "El Amor"; e para outros, como a dupla Pimpinela.
Os grandes sempre quiseram voltar ao seu lado: Julio Iglesias, uma verdadeira lenda da música romântica, pediu a Livi por sua colaboração, não em uma, mas em duas oportunidades consecutivas para fazer as gravações intituladas "La Carretera" (em 1995) e "Tango" (1996), com vendas que excederam, entre dois, e dez milhões de cópias.
Da mesma forma aconteceu com Rocío Dúrcal, para quem produziu duas vezes em trabalhos tão destacados como "Como Han Pasado Los Años" (1995), "Para Toda La Vida" (1999), e também com Isabel Pantoja, em quatro ocasiões diferentes.
Em 1989, compõe a canção "Fragilidad", gravada em espanhol, assim como todas as músicas presentes no álbum “Nada como el Sol", cantado pelo famoso cantor e compositor britânico Sting, de quem também foi treinador vocal.

### Década de 2010
Roberto Livi lança, aos 75 anos, seu último single, La Puntita, promovido no Brasil por sua empresária Sueli Colli.

## Morte
Roberto Livi morreu no dia 25 de janeiro de 2019, aos 76 anos.

## Discografia

### Álbuns, LPS e Singles
- 1964 - Robert Livi (com The Youngsters)
- 1965 - Ne Per Imaginazione / Que Vida Levo Eu (CBS - Compacto)
- 1966 - Robert Livi (com The Fevers)
- 1966 - A Roda do Iê Iê Iê (Coletânea)
- 1967 - LP AS 14 MAIS, VOL.XX (Coletânea)
- 1967 - Teresa / Ingratidão (CBS - Compacto)
- 1968 - LP AS 14 MAIS, VOL.XXI (Coletânea)
- 1968 - Parabéns, Querida / Eu Quero Conquistar Você (CBS - Compacto)
- 1968 - Apaixonado
- 1968 - Que Los Cumplas Feliz, Querida / Tereza (CBS - Compacto)
- 1968 - LP AS 14 MAIS, VOL.XXII (Coletânea)
- 1969 - Viu, Gostou, Levou...! / As Noites Que Eu Cantava Pra Você (CBS - Compacto)
- 1969 - LP AS 14 MAIS, VOL.XXIII (Coletânea)
- 1969 - LP Robert Livi
- 1970 - LP AS 14 MAIS, VOL.XXIV (Coletânea)
- 1970 - Maria Isabel / Era Um Dia Tão Bonito (CBS - Compacto)
- 1970 - EP Robert Livi
- 1971 - Perdendo Tempo / Uma Canção pra você (CBS - Compacto)
- 1971 - Robert Livi (com Marito Cosentino y su Orquesta)
- 1971 - LP AS 14 MAIS, VOL.XXV (Coletânea)
- 1972 - Robert Livi (com Marito Cosentino y su Orquesta)
- 1972 - LP Robert Livi
- 1975 - Un Muchacho Pobre / Una Calle, Un Banco, Una Plaza (Compacto Promocional)
- 1975 - A Volta Do Gringo (La Vuelta Del Gringo) / A Última Que Morre É A Esperança (La Ultima Que Murre Es La Esperanza) (Compacto)
- 1975 - LP Roberto Livi
- 1976 - A Menina Feia / Como Me Enganei (Compacto)
- 1976 - LP Roberto Livi
- 1993 - Eternamente Enamorado
- 2005 - Vivencias "40 Y 20"
- 2010 - Jovem Guarda - 35 Anos: Robert Livi
- 2013 - Robert Livi Brasil
- 2016 - Con el Corazón en la Mano - EP
- 2016 - Autor e Interprete, Vol I
- 2016 - Mis Boleros
- 2018 - La Puntita (Single)

## Produções
O músico possui mais de 700 canções registradas e gravadas no mundo inteiro. Abaixo algumas de suas contribuições mais importantes:

### Com Roberto Carlos
- Tristes Momentos
- Se O Amor Se Vai (Si El Amore Se Va)
- Se Você Me Esqueceu
- Abre Las Ventanas Al Amor
- Adonde Andaras Paloma
- Oh, Oh, Oh, Oh
- Mis Amores
- Una Casita Blanca
- Mujer

### Com Sting
- Fragilidad
- Nada Como El Sol

### Com Julio Iglesias
- Esos Amores
- Mal De Amores
- Baila Morena
- El Dia Que Me Quieras
- La Carretera
- Cuidado Amor
- Dividila Con Me

### Com Sidney Magal
- Lhe Chamam Jesus
- Se Você Gosta Assim
- Sandra Rosa Madalena
- Sei Que Vou Sobreviver

### Com Zé Rodrix
- Soy Latino Americano

### Com José José
- Eso Nomas
- 40 Y 20
- Ahora no
- Mujeriego
- No Valio La Pena
- Lo Que Quedó De Mí

### Com Rocío Dúrcal
- Como Han Pasado Los Años
- Hay Amores Y Amores
- La Tercera Es La Vencida
- Para Toda La Vida
- Ten Cuidado
- Vestida De Blanco

### Com Raphael
- Maravilloso Corazón, Maravilloso
- Toco Madera
- Siempre Estás Diciendo Que Te Vas
- Enseñame A Olvidarte
- Desde El Fondo De Mi Alma

### Com Chayanne
- Este Ritmo Se Baila Así
- Dile A Todo El Mundo No
- Soleil, Soleil

### Com Isabel Pantoja
- Pero Vas A Extrañarme
- Qué Pecado
- Yemanya

### Com Nana Mouskouri
- Se Que Volveràs

### Com Carmen Rădulescu
- Poate